# یادمان‌های فردوسی
این فهرست به یادمان‌های فردوسی و شاهنامه می‌پردازد.

## جای‌ها
- آرامگاه فردوسی
- ایستگاه متروی فردوسی
- بنیاد فردوسی
- بنیاد شاهنامه فردوسی
- پل فردوسی
- پل فردوسی دلیچای
- تالار فردوسی دانشکدهٔ ادبیات دانشگاه تهران
- تئاتر فردوسی
- خیابان فردوسی
- خیابان فردوسی (نیشابور)
- دانشگاه فردوسی مشهد
- دبیرستان فردوسی
- سینما فردوسی
- سینما فردوسی (بیرجند)
- سینما فردوسی قروه
- فردوسی (دهانه برخوردی)
- فروشگاه فردوسی
- کتابخانهٔ ابوالقاسم فردوسی
- مؤسسه فردوسی
- میدان گازی فردوسی
- میدان فردوسی (تهران)
- میدان فردوسی (کرمانشاه)
- نیروگاه فردوسی

## مناسبت‌ها
- ۲۵ اردیبهشت

## مکتوب
- پنج اقلیم حضور
- حقیقت چقدر آسیب‌پذیر است
- دیباچه نوین شاهنامه
- سرچشمه‌های فردوسی‌شناسی
- فردوسی (رمان)
- فردوسی: زندگی، اندیشه و شعر او
- فردوسی‌نامه مهر
- مجله فردوسی

## دیگر

### آثار هنری
- تندیس‌های فردوسی
- فردوسی (فیلم)

### برنامه‌ها
- جشنواره ملی عکس شاهنامه
- جشن هزاره فردوسی در برلین
- نشان ملی فردوسی
- هزاره شاهنامه
- هزاره فردوسی

### اشیای طبیعی
- فردوسی (سرده)
- فردوسی (گیاه)
- فردوسی آمریکایی
- فردوسی آند
- فردوسی ارغوانی
- فردوسی برزیلی
- فردوسی بوران
- فردوسی پورتوریکو
- فردوسی پهن‌برگ
- فردوسی ساحلی
- فردوسی شرقی
- فردوسی کوبایی
- فردوسی کوچک
- فردوسی ماداگاسکار
- فردوسی هندی